# Mucuna

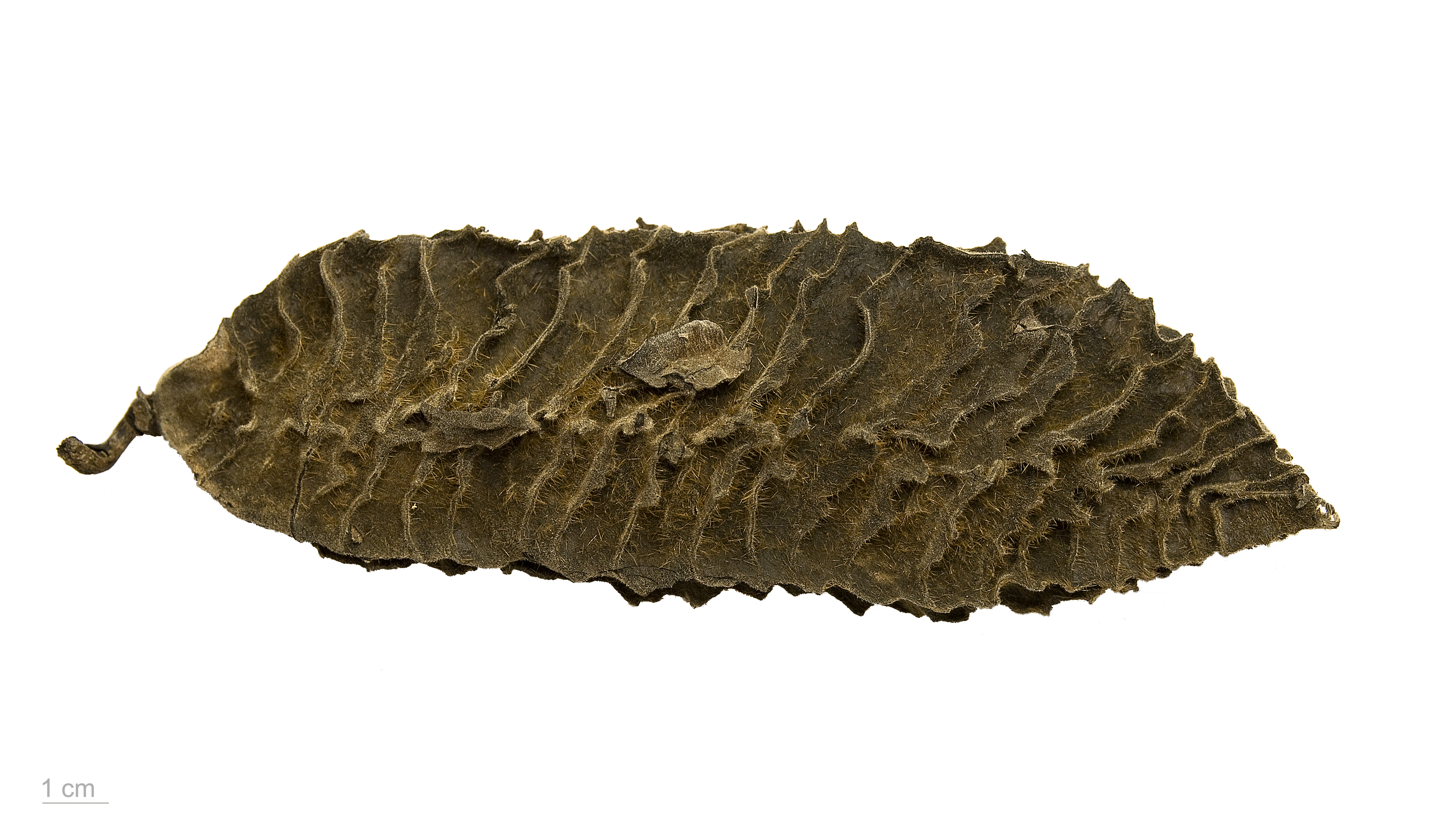
Mucuna urens no Museu de Toulouse

Mucuna ou Mucunã são diversas plantas do género botânico Mucuna, pertencente à família das leguminosas.